# Johann Haßler
Johann Haßler (* 19. Mai 1906 in Dischingen; † 5. Februar 1983 in Lindau) war ein deutscher SS-Hauptscharführer und Angehöriger des Sonderkommandos 7b der Einsatzgruppe B.

## Leben
Haßler war Sohn eines Metzgermeisters. Nach dem Besuch der Volksschule in Lindau, wo er zweimal eine Klasse wiederholen musste, war er ein Jahr als Helfer bei einem Bauern beschäftigt, bevor er in eine Schuhmacherlehre ging. Diese musste er nach anderthalb Jahren aus gesundheitlichen Gründen aufgeben und betätigte sich anschließend seit 1922 in verschiedenen landwirtschaftlichen Betrieben am Bodensee. Nach drei Jahren wurde er als Magazinverwalter in einer Kolonialwarengroßhandlung in Lindau eingestellt, in der er bis 1937 tätig war. Danach war er weitere zwei Jahre als Kraftfahrer beim Finanzamt Lindau beschäftigt.
Zum 1. März 1932 trat er der NSDAP bei (Mitgliedsnummer 954.597). Am 16. August 1932 wurde er Mitglied der SS (SS-Nummer 33.915). Im Mai 1939 wurde er hauptamtlich für die Fahrbereitschaft von SS und SD übernommen. In dieser Position versetzte man ihn im Oktober 1939 zunächst zum SD Augsburg, später zum SD-Oberabschnitt München und Anfang 1942 zum SD Berlin. Von dort aus wurde er zur Einsatzgruppe B nach Smolensk abkommandiert und dem Sonderkommando 7b zugeteilt. Bei diesem Kommando fungierte er mehrmals als Fahrer eines Gaswagens. Im Sommer 1944 wurde er zum Sonderkommando 7a abgeordnet, mit dem er später über Warschau in die Slowakei kam und dort der Einsatzgruppe H angehörte. Nach der Auflösung des Kommandos beim Kriegsende kehrte er im April 1945 nach Lindau zurück.
In Lindau geriet er in französische Gefangenschaft. Nach der Entlassung heiratete er und wurde kurz darauf Vater. Bis 1956 arbeitete er weiterhin als Kraftfahrer, später als Hilfsarbeiter in verschiedenen Firmen. Im Jahre 1962 wohnte er in Wasserburg am Bodensee. In den 1970er Jahren wurde das letzte Verfahren gegen ihn aus Mangel an Beweisen eingestellt.